# Fell (Renânia-Palatinado)
Fell é um município da Alemanha localizado no distrito de Trier-Saarburg, estado da Renânia-Palatinado.
Pertence ao Verbandsgemeinde de Schweich an der Römischen Weinstraße.